# Idaea fimbriata
Idaea fimbriata là một loài bướm đêm trong họ Geometridae.